# 草甸
草甸是在适中水分下发育的以多年生草本为主体的植被类型。

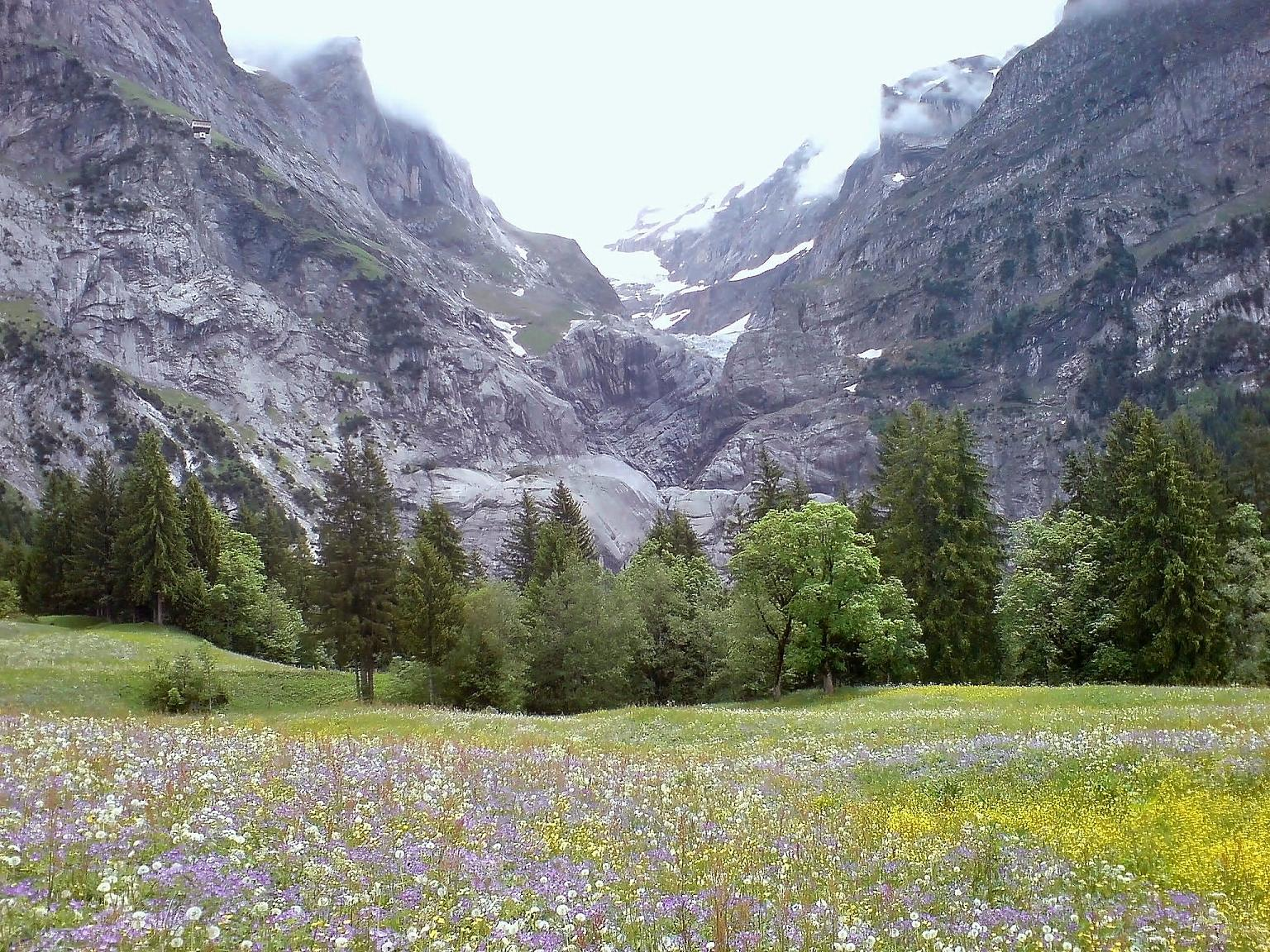
位於格林德瓦的草甸

与草原的区别：草原以旱生草本植物占优势，是半湿润和半干旱气候条件下的地带性植被；草甸属非地带性植被，可在不同植被带内。簡言之，草甸較濕，草原較乾。

## 分布
在湿润气候区，草甸可以伴针叶林、落叶阔叶林出现，草甸可分布在山间低地；尽管草原带、荒漠带的气候干旱，大气降水不足，在地表径流汇集的低洼地、地下水位较高处仍可形成草甸。在热带、亚热带、温带的高山地区还能形成高寒草甸。北自欧亚大陆、北美洲、冻原带，南至南极附近的岛屿均有草甸出现。典型的草甸在北半球的寒温带、温带广布。中国散布于东北、内蒙古、新疆、青藏高原，尤其青藏高原上大面积的高寒草甸。

## 演替
河漫滩是形成草甸的最佳地段，河漫滩受河水的周期性浸淹、坡积水、地下水的灌溉、河流冲积（沉积物起施肥作用），给植物生长发育提供了有利条件。河漫滩草甸有时沿河流延伸数十至数百公里。
- 长根状茎植物：在新冲积的沙质地几乎没有腐殖质，长根状茎植物侵入、定居。营养枝叶死亡后有机质积累，土壤表层逐渐紧实，通气性减弱。而长根状茎植物需土壤通气良好，当土壤通气性减弱后，这些植物开始从草群中减少、消失，逐渐被疏丛型植物代替。这一阶段约5～7年内完成。
- 疏丛型植物：这类植物具短的地下根茎，不需要疏松的基质，疏丛型禾本科植物定居后，逐渐形成有草皮的地表，伴随着有机残落物增多，水分的流动受阻，空气只能在土壤表层中流通，有机质分解主要在嫌气条件下进行。于是对疏丛型禾本科植物生长发育渐趋不利，后者不断地被密丛型禾本科植物代替，这一阶段持续约数十年。
- 密丛型植物：这类植物的分蘖节位于地表面上，根系在空气不足的土层中，每年生长的新芽、根，在嫌气条件下发育良好。这一时期有机质的积累更为强烈，可能导致沼泽化。

在寒温带、温带的森林带，气候潮湿凉爽，草甸可经沼泽化，逐步演变成沼泽。在草原带，由于地表径流汇水减少、地下水补给不足，导致旱生植物增加，草甸可经草原化，逐步演变成草原。在荒漠带的低洼汇水地，蒸发量加大，土壤盐分增多，盐生草甸可被盐生荒漠代替。

## 类型

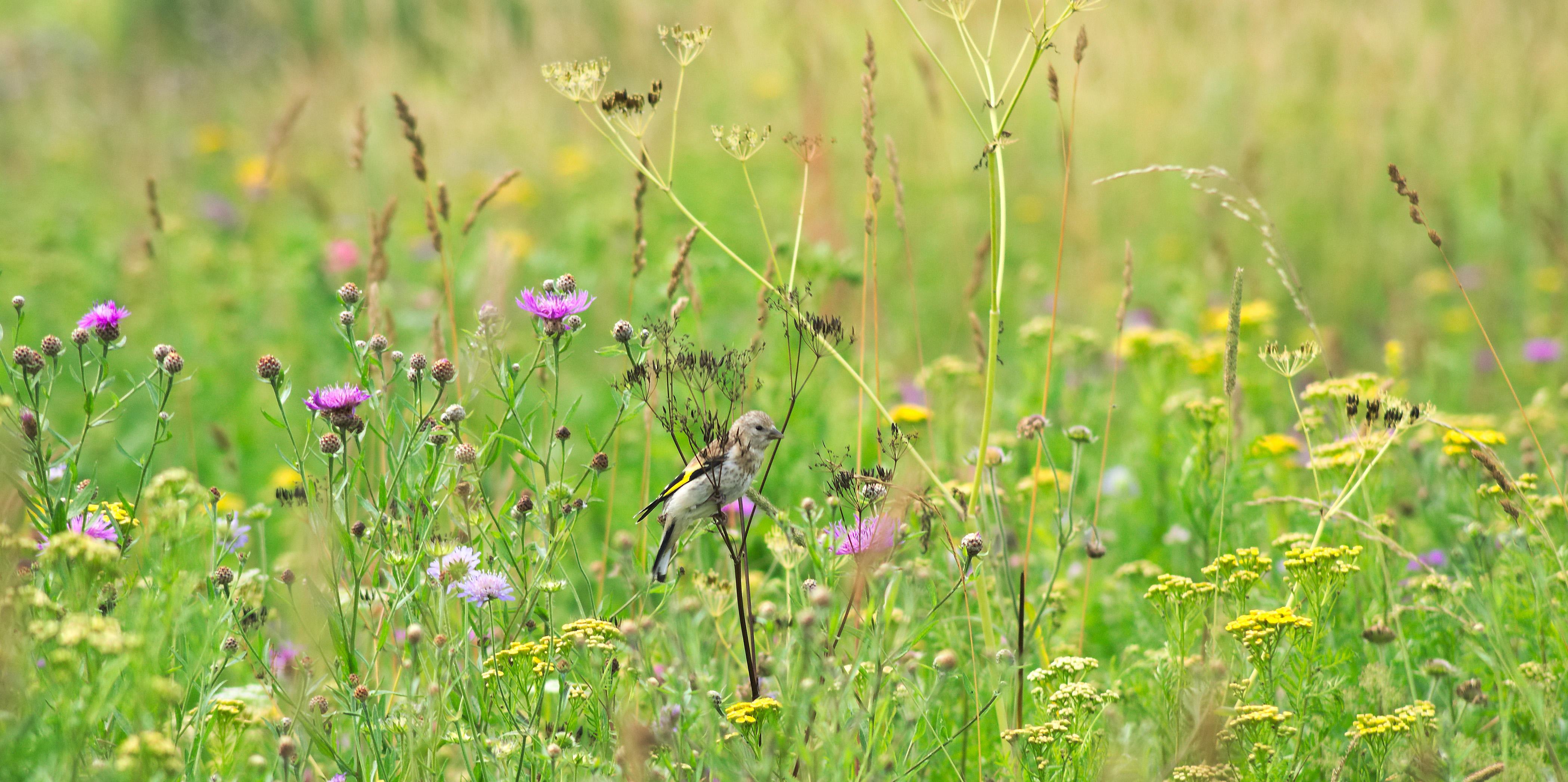
真草甸 (莫斯科)

- 真草甸：主要由典型中生植物组成，适生于中等湿度环境。土壤为排水好的黑土，富含有机质，排水良好。优势植物以宽叶的中生多种杂草为主，外貌华丽，构成“五花草甸”。
- 草原化草甸：以旱中生植物为主，土壤为黑土，分布在森林向草原的过渡地带，也出现在草原带内土壤水分较好的阴坡、宽谷低地上。如东北大平原、内蒙古东部广布的羊草－杂草草甸。
- 沼泽化草甸：草群中混生大量湿生草本植物，是草甸向沼泽过渡的类型，发育于地势低洼、排水不畅、通气不良的环境。在地下有永冻层的地区，水分不易下渗，土壤过度潮湿；或在低温嫌气条件下有机质不易分解，产生了半泥炭化的腐殖质；这样常形成沼泽化草甸；植物种类相对贫乏，多由喜湿的莎草科植物占优势地位。
- 盐生草甸：分布在不同盐碱化土壤的低地、海滨。表土含盐高，植物具抗盐的特性。有些植物根系深，以躲避含盐分高的表土，如大叶白麻、甘草、芨芨草等。有些植物叶片多汁肉质化，如一些碱蓬，盐爪爪、西伯利亚蓼等；有些植物有泌盐能力，以免体内积聚过多金属离子，如二色补血草、柽柳等。芨芨草草甸是盐生草甸代表，广布于欧亚大陆的草原、荒漠带，在中国西部地区分布广。
- 高寒草甸：在高山、高原的湿润、寒冷的环境中，分布着湿冷中生草本植物，也受生理性干旱。大面积草甸分布在中国青藏高原东部，祁连山、天山、横断山等。草甸下部与高寒灌丛复合分布，上部与高寒垫状植被接壤。海拔3500～5000米。地势高，日照强。风力大，气温低，最热月份有时出现霜冻。土层薄，一定深度下存在永冻层，植物的根系盘结，形成坚实的“地毯式”草皮层，耐践踏。